# Stefanie Hertel
Stefanie Anke Hertel (Oelsnitz, 25 luglio 1979) è una cantante e conduttrice televisiva tedesca.
Cantante dedita principalmente ai generi pop, Schlager e folk, è in attività sin da bambina (professionalmente dal 1990)  e ha pubblicato una sessantina di album (di cui oltre una ventina in studio). Per 17 anni, dal 1994 al 2011, ha formato un sodalizio musicale con Stefan Mross, che è stato anche suo marito.
Tra i suoi brani di maggiore successo, figurano Es ist gut, dass es Freunde gibt, Ein Lied für jeden Sonnenstrahl, Liebe hat tausend Gesichter, So a Stückl heile Welt, Über jedes Bacherl geht a Brückerl, ecc.

## Biografia

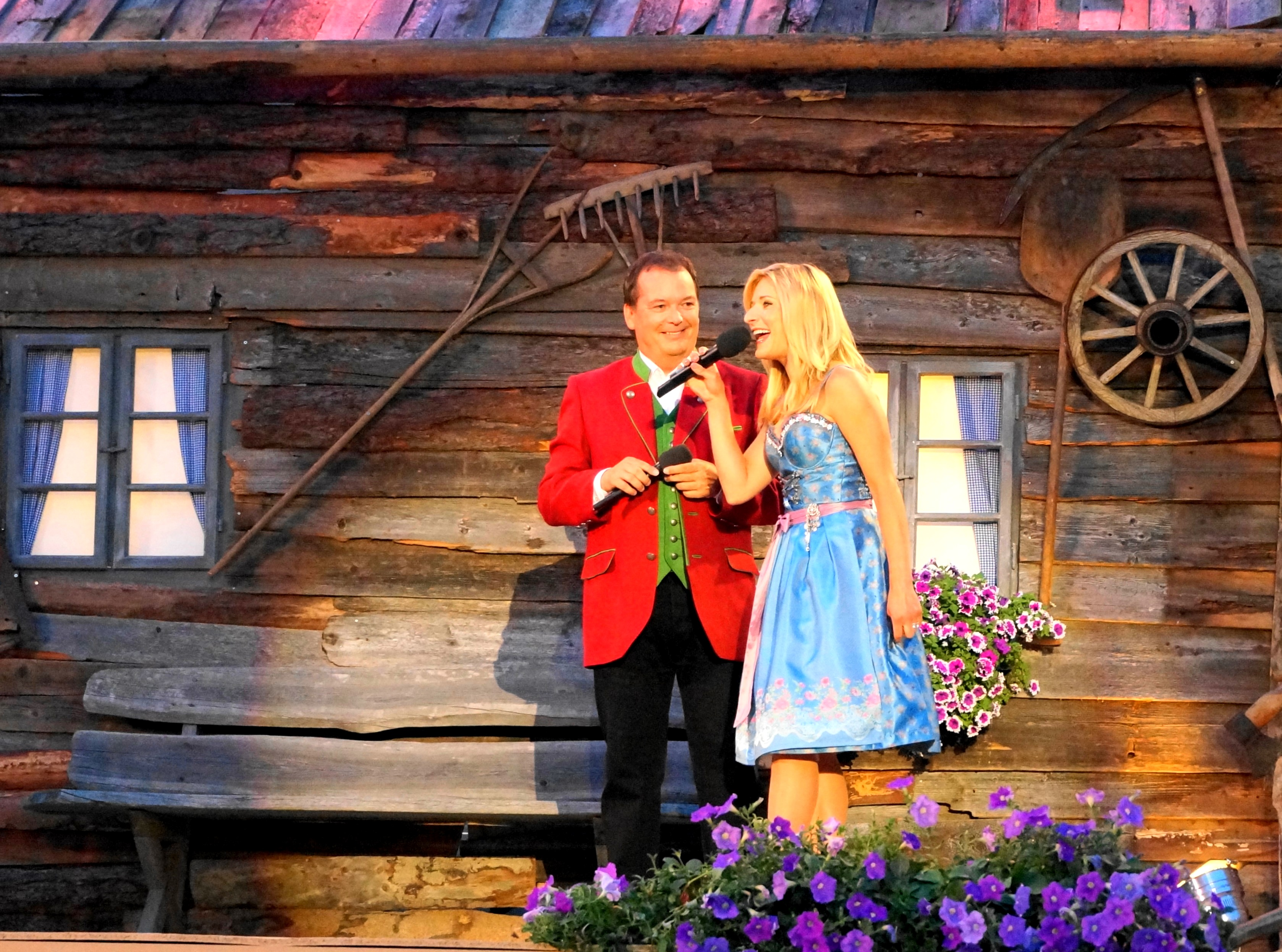
Stefanie Hertel assieme ad Arnulf Prasch al Sommer Musi Open Air Schlager Festival del 2015

Stefanie Anke Hertel nasce a Oelsnitz, nell'ex-Repubblica Democratica Tedesca il 25 luglio 1979.
All'età di 6 anni, appare per la prima volta in televisione interpretando lo jodel Ich wünsch mir einen kleinen Teddybär e già a soli 11 anni ottiene il suo primo contratto discografico dopo essere apparsa nel programma televisivo Volkstümliche Hitparade.
Nel 1991 partecipa al Gran Prix der Volksmusik con il brano So a Stückl heile Welt, raggiungendo il quinto posto.  E l'anno seguente, alla seconda partecipazione a questa kermesse musicale, si aggiudica il primo posto con il brano Über jedes Bacherl geht a Brückerl
Dal 1994 forma un sodalizio musicale con Stefan Mross, con il quale nel 1995 partecipa nuovamente al Gran Prix der Volksmusik, ottenendo il terzo posto con il brano Ein Lied für jeden Sonnenstrahl
Nel 2007 sposa il suo partner nella vita e sul palcoscenico Stefan Mross, dal quale divorzierà 5 anni dopo.   Dalla loro unione, nasce una figlia di nome Johanna.
Nel 2014, si risposa con Lanny Isis., dal quale divorzia appena due anni dopo.

## Discografia parziale

### Album
- 1990: Die große Jodelparty
- 1991: So a Stückerl heile Welt (Odeon, NSA)
- 1992: Über jedes Bacherl geht a Brückerl
- 1992: Weihnachten mit Stefanie Hertel
- 1992: Fröhliche Weihnachten mit Stefanie Hertel
- 1993: Tausend kleine Himmel
- 1994: Weihnachten mit Dir
- 1995: Ein Lied für jeden Sonnenstrahl
- 1996: Hast du Zeit für ein paar Träume
- 1996: Heimatlieder zum Verlieben
- 1998: Es ist gut, dass es Freunde gibt
- 1999: Herz an Herz
- 1999: Weihnachten mit Stefanie Hertel und ihren Gästen
- 2000: Liebe geht im Herzen los
- 2002: Tausendmal stärker
- 2004: Totale Gefühle
- 2006: Liebe hat tausend Gesichter
- 2008: Stärker als die Freiheit
- 2010: Das fühlt sich gut an
- 2013: Moment Mal
- 2014: Stefan Mross präsentiert Legenden der Volksmusik: Stefanie Hertel
- 2014: Dezembergefühl
- 2015: Moment Mal - Premium Edition
- 2015: Dezembergefühl
- 2016: Mein Vogtland - Mei Haamet

## Programmi televisivi (lista parziale)
- 2016: Sommer, Sonne, Stefanie - Auf geht's nach Kärnten (conduttrice)

## Premi e riconoscimenti (lista parziale)
- 1991: Edelweiß
- 1995: Goldene Henne
- 1995: Die goldene Eins
- 1997: Goldene Stimmgabel
- 1998: Goldene Stimmgabel
- 1999: Die goldene Eins
- 2000: Goldene Henne
- 2002: Goldene Henne
- 2003: Bild Osgar
- 2005: Goldene Stimmgabel